# Купер, Алан
А́лан Ку́пер (англ. Alan Cooper, родился 3 июня 1952) — американский дизайнер, программист и технический писатель. Широко известен как «отец Visual Basic» (предложил принцип связи языка и графического интерфейса), а также как автор книг «Психбольница в руках пациентов» и «Алан Купер об интерфейсе».

## Русскоязычные издания
- Психбольница в руках пациентов (англ. The Inmates Are Running the Asylum). Перевод: Михаил Зислис, Издательство: Символ-Плюс, Год: 2005, 336с ISBN 5-93286-071-5.
- Алан Купер об интерфейсе. Основы проектирования взаимодействия (англ. About Face 3: The Essentials of Interaction Design). Перевод: Михаил Зислис, Издательство: Символ-Плюс, Год: 2009, 688с ISBN 978-5-93286-132-5.